# Gary Oldman
Gary Leonard Oldman (London, 21. ožujka, 1958.) je engleski kazališni i filmski glumac, redatelj, scenarist i glazbenik.
Svjetsku slavu postigao je igrajući filmske zlikovce poput grofa Drakule u Francis Ford Coppolinoj Drakuli, Lee Harveyja Oswalda u političkom trileru JFK i Jean-Baptiste Emanuel Zorga u Petom elementu redatelja Luca Bessona. Posljednjih nekoliko godina široj publici postaje prepoznatljiv kao glumac u popularnim filmskim franšizama poput filmova o Harry Potteru, u kojem glumi Potterovog kuma Siriusa Blacka, Christopher Nolanovoj Batman-trilogiji Vitez tame, u kojoj zauzima ulogu poručnika Jamesa Gordona, i posljednjem nastavku u nizu filmova Planet Majmuna, Planet majmuna: Revolucija.
Oldman je poznat po svojoj sposobnosti da se potpuno izgubi u liku kojeg igra, te po sposobnosti do neprepoznatljivosti promijeniti naglasak za svaku od svojih uloga, zbog čega ga filmski kritičari često svrstavaju u kategoriju hollywoodskih veterana poput Meryl Streep ili Roberta De Nira. Ovakve pozitivne kritike prate ga sve od početka karijere, kada je u svojoj prvoj glavnoj ulozi, Sid i Nancy (1986.), utjelovio basista britanskog punk benda Sex Pistols,  Sida Viciousa. Oldman je 2012. prvi put nominiran za Oscara za ulogu George Smileyja u špijunskom trileru Dama, Dečko, Kralj, Špijun, a 2018. je osvojio Oscara za najboljeg glumca u filmu Darkest Hour.

## Rani život
Gary Leonard Oldman rođen je u Londonu kao najmlađe dijete Leonarda Bertrama, bivšeg mornara i zavarivača, i Kathleen Oldman. S petnaest godina napušta školovanje i počinje raditi u sportskoj trgovini kako bi se mogao uzdržavati. Iako se bavio raznim hobijima poput boksa, nogometa i sviranja klavira, Oldmana gluma ne privlači sve dok na TV-u nije vidio film The Raging Moon s Malcolmom McDowellom u glavnoj ulozi, te se nakon toga pridružuje kazalištu Greenwich Young People's Theatre. Nakon neuspješne audicije za upis na prestižnu britansku Kraljevsku akademiju dramskih umjetnosti (RADA), ipak ne odustaje od svog sna da postane glumac: Oldman dobiva stipendiju i upisuje dramsku školu Rose Bruford College of Speech and Drama, te diplomira dramu 1979. godine.

## Glumačka karijera
Na filmu se prvi put pojavio 1982. godine, a 1986. dobio je prvu glavnu ulogu. Glumio je u nizu filmova, obično zlikovce koji loše završe. Jedan film je režirao i napisao scenarij te je 1998. godine dobio nagradu BAFTA za najbolji film. Ima veliki talent za svjetske naglaske. Najpoznatiji je kao Sirius Black iz ciklusa o Harry Potteru. 

## Ostali projekti

### Redateljstvo
1997. godine, Oldman prvi puta staje iza kamere, i to za svoj redateljski i producentski prvijenac Nil by Mouth, za koji piše scenarij, djelomično baziran na vlastitom djetinjstvu u siromašnom dijelu Londona, te za njega dobiva niz priznanja i nagrada. 

## Privatni život
Gary Oldman se u ranim devedesetima preselio u SAD, gdje živi i danas.
Oldmanova sestra, Laila Morse, također je glumica, najpoznatija po ulozi Mo Harris u popularnoj BBC sapunici EastEnders. Morse se pojavljuje i u Oldmanovom redateljskom prvijencu Nil by Mouth.

### Brakovi i obitelj
Oldman je 1987. godine oženio englesku glumicu Lesley Manville, no ostavlja je 1989. godine, nekoliko mjeseci nakon rođenja Oldmanovog prvog sina Alfreda. Na snimanju američkog filma State of Grace započinje vezu s američkom glumicom Umom Thurman, te ju ženi 1990. godine. Ovaj, Oldmanov drugi brak također traje dvije godine, nakon čega Oldman započinje vezu s talijanskom glumicom i modelom Isabellom Rosselini. Nakon glasina o zarukama 1994., par ostaje u vezi još dvije godine. Oldman zatim ženi Donyu Fiorentino, model i fotografkinju koju je upoznao na sastancima Anonimnih alkoholičara, te s njom dobiva dva sina, Gullivera i Charlieja. Brak neslavno završava 2001., te Oldman nakon duge istrage i iscrpnog sudskog procesa dobiva puno skrbništvo nad svojom djecom.
2008. godine Oldman stupa u četvrti brak s engleskom pjevačicom i glumicom Alexandrom Edenborough, no brak ni ovaj puta nije potrajao. Edenborough je početkom 2015. godine podnijela zahtjev za razvod.

## Nagrade i nominacije
Nominiran je za Emmya, ali ga nije osvojio dok nagradu Saturn dobiva u kategoriji najboljeg glumca (na filmu), za film Bram Stoker's Dracula 1992. godine.

## Vanjske poveznice
- Gary Oldman u internetskoj bazi filmova IMDb-u (engl.)